# Гиккау
Гиккау (нем. Gieckau) — деревня в Германии, в земле Саксония-Анхальт. Входит в состав общины Ветау района Бургенланд.
Население составляет 320 человек (на 1 января 2010 года). Занимает площадь 3,23 км².
Впервые упоминается в 1148 году как Гика.
Ранее Гиккау имела статус общины (коммуны) и подразделялась на 2 сельских округа. 1 января 2010 года Гиккау вошла в состав общины Ветау.